# Acelerador eletrostático
Um acelerador eletrostático é um tipo de acelerador de partículas no qual partículas carregadas (elétrons, prótons ou íons) ganham energia cinética por meio de um campo elétrico produzido por uma grande diferença de potencial (alta tensão).
É constituído por um tubo evacuado, de alguns metros de comprimento, com dois eletrodos nas extremidades. Um eletrodo é mantido em potencial nulo e outro em alta tensão. Juntamente com o eletrodo sob alta tensão, encontra-se a fonte de íons ou elétrons.
Este acelerador é normalmente identificado pelo tipo de gerador de alta tensão utilizado. A alta tensão pode ser gerada retificando-se uma tensão alternada (gerador Cockcroft-Walton), ou usando-se um sistema mecânico para o transporte de carga eletrostática até o terminal de alta tensão (gerador Van de Graaff).

## História

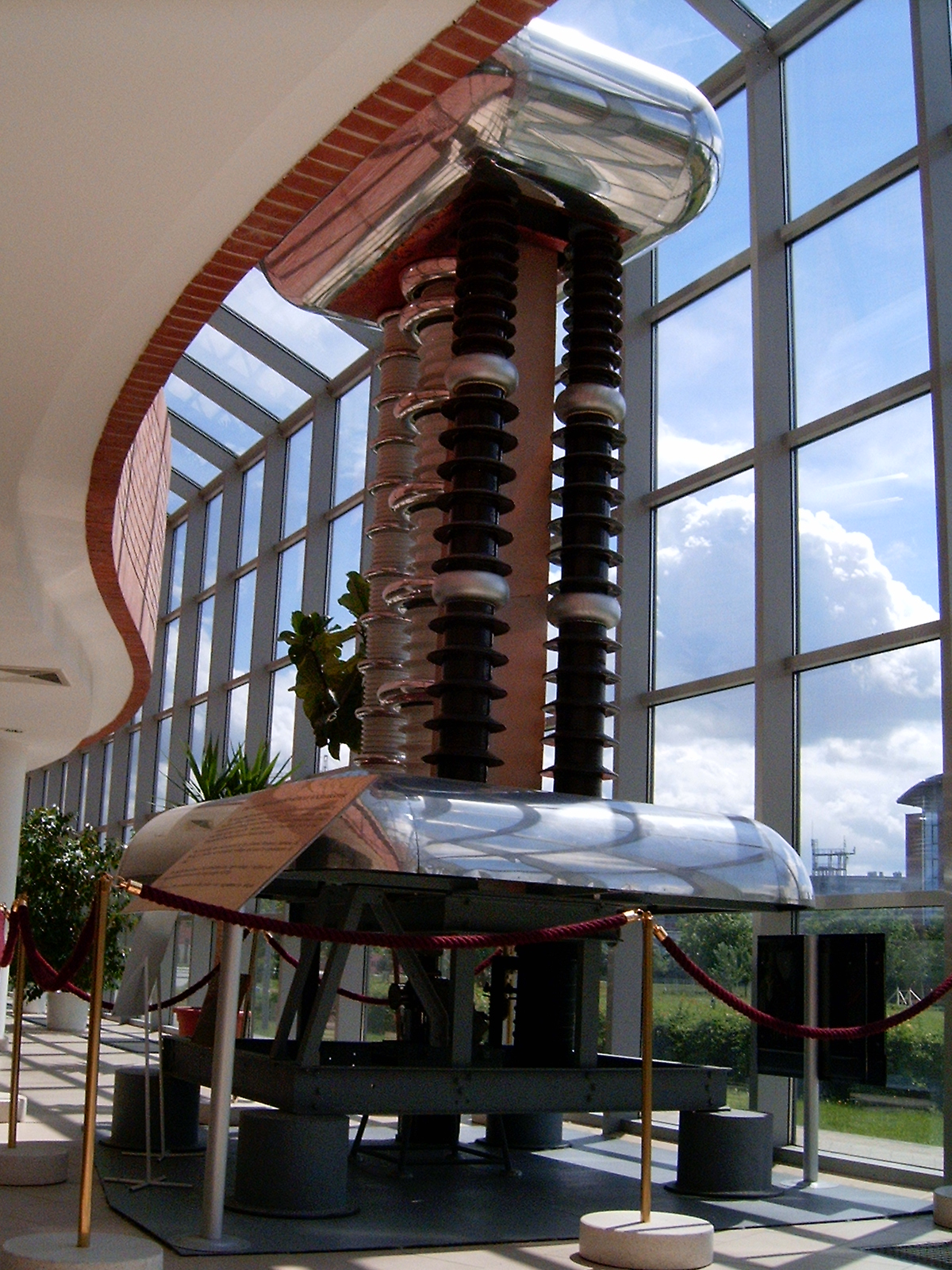
Figura 1: Acelerador tipo Van de Graaff

### Van de Graaff
De 1925 a 1929, Robert Van de Graaff (engenheiro e físico americano), trabalhando na universidade de Oxford (Inglaterra) desenvolveu o conceito de um gerador de alta tensão que desde então ficou levando seu nome.
Sua ideia era de uma máquina capaz de transportar cargas elétricas mecanicamente. Uma correia de ceda pura, era carregada eletricamente num terminal inferior, em seguida era transportada até um terminal superior, onde as cargas eram removidas. As cargas iam se acumulando e, portanto, uma alta tensão era gerada neste terminal, que possuía a forma de uma esfera (para minimizar os faiscamentos).
Essa alta tensão era então aplicada a uma coluna de aceleração, com as partículas sendo aceleradas do terminal superior até a terra.
Em 1929, na universidade de Princeton (Estados Unidos), ele construiu o primeiro modelo operacional, capaz de gerar 80 kV. Em 1931, uma nova máquina, que possuía 2 metros de altura, atingiu a tensão de 1,5 MV. Ainda em 1931, agora no MIT, Van de Graaff construiu um grande gerador num antigo hangar para balões, sendo que o terminal superior ficava a 6,7 m de altura e tinha um diâmetro de 4,6 m. A correia era de papel ao invés de ceda, e a tensão produzida chegava a 5,1 MV.
A figura 1 apresenta uma foto de um Acelerador Van de Graff.

### Cockcroft e Walton

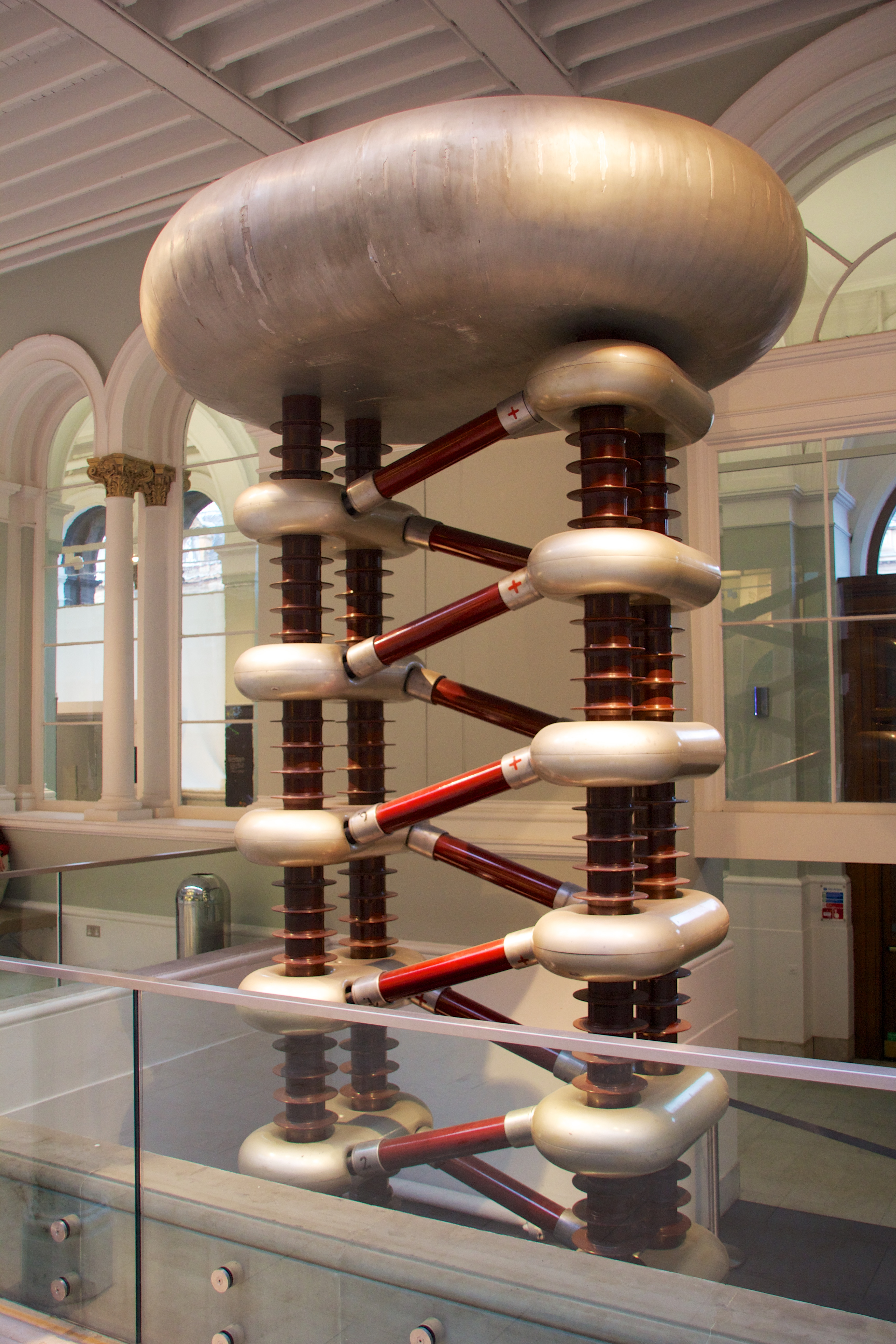
Figura 2: acelerador tipo Cockcroft-Walton

Era uma antiga ambição de Ernest Rutherford ser capaz de desintegrar núcleos atômicos utilizando corpos mais energéticos que as partículas alfa e beta (geradas naturalmente), o que possibilitaria um estudo mais profundo do mundo quântico. Entretanto, a colossal quantidade de energia necessária parecia impossibilitar a operação, até que, em 1928, um memorando do físico ucraniano George Gamow reacendeu as esperanças de Rutherford.
O trabalho de Gamow (Envolvendo tunelamento quântico na emissão alfa de determinados isótopos) inspirou John Cockcroft, que então determinou que um próton acelerado a 300 keV poderia, com 0,6% de probabilidade, penetrar um núcleo de Boro. Apoiado por Rutherford e financiado pela Universidade de Cambridge, Cockcroft juntou forças com Ernest Walton para construir um acelerador eletrostático.
Inicialmente, operando a 280 keV não obteve-se resultados. Então, passaram a utilizar um gerador de alta tensão baseado na ideia de uma coluna multiplicadora de tensão que ambos haviam desenvolvido anteriormente.
Uma corrente alternada era primeiro retificada (convertida para corrente contínua) e então aplicada a uma série de capacitores. Os capacitores, cada um suportando alguns milhares de volts, eram ligados em série uns aos outros e também a diodos, formando um circuito em cascata, capaz de multiplicar a tensão.
Em 1932, eles finalmente foram capazes de construir um acelerador capaz de acelerar prótons até a energia de 600 keV. A máquina foi construída no laboratório Cavendish, na cidade de Cambridge (Inglaterra).
Usando esta máquina eles conseguiram realizar a primeira reação nuclear induzida por um acelerador, onde um átomo de lítio é desintegrado, emitindo duas partículas alfa.
{\displaystyle ^{7}Li+p\rightarrow ^{4}He+^{4}He}
Por este feito, os dois foram agraciados com o prémio Nobel de Física em 1951.

## Princípio de operação
Os aceleradores eletrostáticos operam usando a técnica da tensão direta. Nesta técnica as partículas são aceleradas através de um tubo acelerador em um único passo. Em uma das extremidades do tubo encontra-se o terminal de alta tensão, geralmente em formato esférico, para diminuir os faiscamentos e o efeito corona. Neste terminal encontra-se a fonte de íons (ou elétrons).
O tubo acelerador é construído como um longo tubo reto, isolante e evacuado por onde as partículas vão passar. O tubo possui vários eletrodos ao longo do seu eixo. Cada eletrodo possui uma tensão ligeiramente menor que o outro até chegar ao eletrodo final em zero volt. O objetivo destes eletrodos é distribuir uniformemente a tensão ao longo da superfície do tubo isolante.

Todos os modernos aceleradores eletrostáticos ficam contidos dentro de um tanque contendo um gás isolante a alta pressão (tipicamente o hexafluoreto de enxofre). Isso é feito para controlar os faiscamentos e tornar-se independente da umidade do ar, além disso, o tamanho do acelerador pode ser reduzido.

Figura 3: esquema elétrico de um multiplicador de tensão Cockcroft-Walton

Estes aceleradores são frequentemente identificados pelo tipo de gerador de alta tensão utilizado, por exemplo Cockcroft-Walton e Van de Graaf.

### Cockcroft-Walton
Trata-se de um gerador de alta tensão onde uma corrente alternada (AC) é retificada por meio de um sistema consistindo de uma série de capacitores e diodos ligados em cascata conforme apresentado na figura 3, formando um multiplicador de tensão.

O circuito desta figura apresenta dois estágios, mas o circuito, em princípio, pode ser estendido para qualquer número de estágios. Supondo que a tensão de pico AC seja designada por {\displaystyle V_{p}}, então a tensão na saída  {\displaystyle V_{o}} é dada por {\displaystyle 2\times n\times V_{p}}, onde {\displaystyle n} é o número de estágios.

Figura 4: esquema de um acelerador Van de Graaff:
1,2 = polias e correia;
3,4 = pente para transferência de carga;
5 = fonte de carga;
6 = eletrodo coletor (alta tensão);
7 = fonte de íons.

### Van de Graaff
O gerador consiste basicamente de uma esfera metálica oca, suportada no alto de uma coluna isolante. Uma correia em movimento também de material isolante, transporta cargas de maneira contínua entre o terminal terra e o terminal de alta tensão.
A carga é aplicada à correia por meio de um pente de aço que encosta na correia. Este pente é polarizado por uma fonte de alta tensão (tipicamente de 5kV a 50 kV).
A correia carregada passa por uma polia que a leva até o terminal superior, onde um pente similar em contato com a correia e o terminal esférico, remove a carga da correia transferindo-a para este terminal.
A carga induzida na correia pode ser positiva ou negativa, dependendo da partícula a ser acelerada (íons positivos ou elétrons).
Inicialmente, a correia era feita de algodão em múltiplas camadas, coberto por borracha vulcanizada. A largura destas correias variava entre 15 cm até 52 cm.
A figura 4 apresenta um esquema deste acelerador.
Nos aceleradores modernos a correia foi substituída por uma série de pequenos cilindros de aço inox ligados por isoladores de nylon. Estes cilindros receberam o nome de pellets, e os aceleradores que os utilizam são conhecidos como pelletrons.

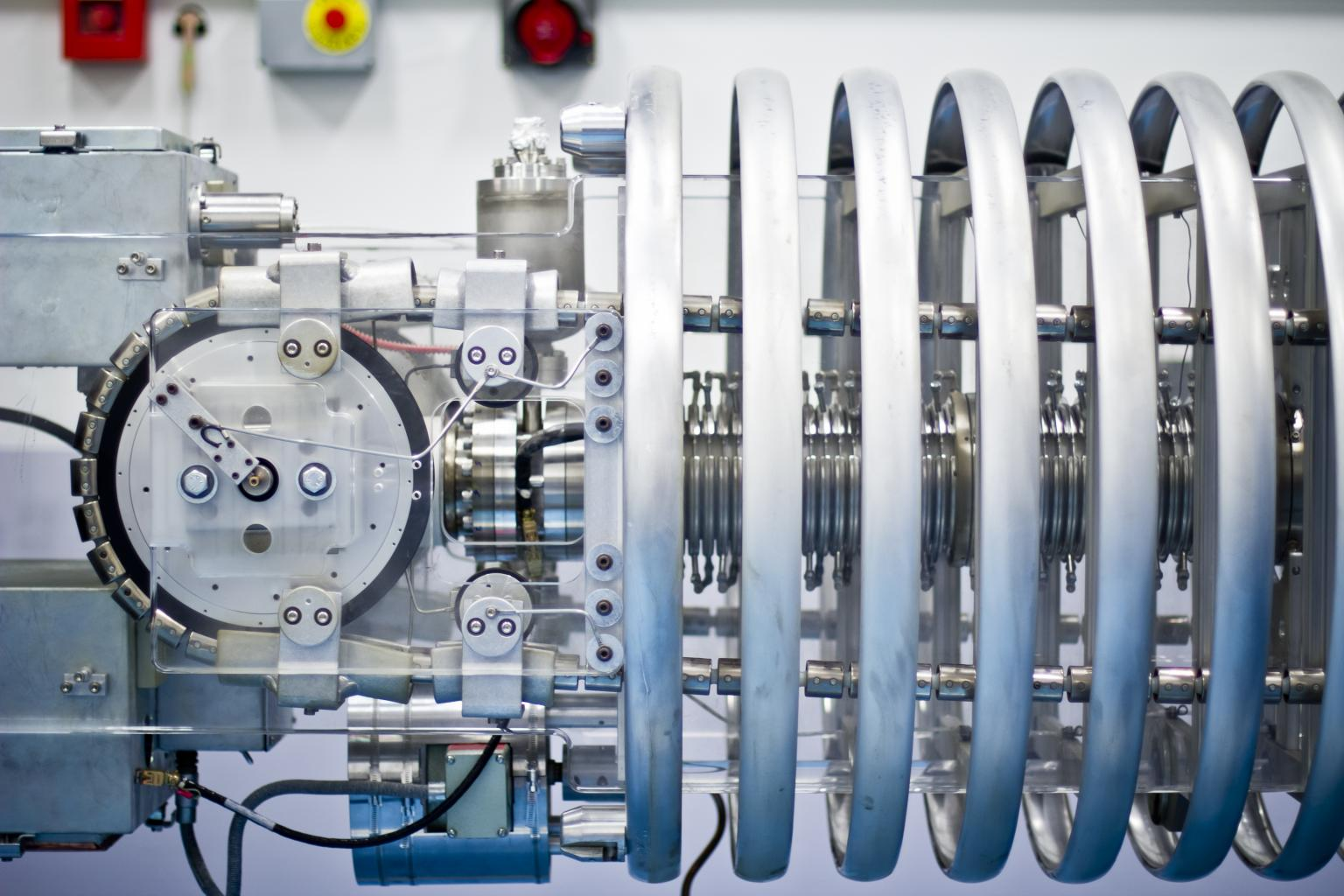
Figura 5: Van de Graaff tipo pelletron, pode-se notar na foto os pequenos cilindros metálicos (pellets) no lugar da correia.

A figura 5 apresenta o tanque de um  pelletron aberto, exibindo os pellets.

### Tandem
O tandem (dois estágios) é uma evolução do Van de Graaff. Nele o terminal de alta tensão localiza-se no meio do tubo de aceleração e é usado duas vezes para a aceleração.
Primeiramente íons negativos são formados no potencial de zero volt e injetados numa extremidade do tubo. Estes íons são acelerados pelo potencial positivo existente no terminal central. Neste ponto um sistema stripper (que pode ser um gás ou uma folha fina de carbono) retira alguns elétrons dos íons transformando-os em íons positivos. Agora no segundo estágio, estes íons positivos são acelerados até a outra extremidade do tubo, também no potencial de zero volt.
Portanto no tandem, as partículas ganham o dobro da energia que ganhariam em um Van de Graaff com a mesma alta tensão.

## No Brasil

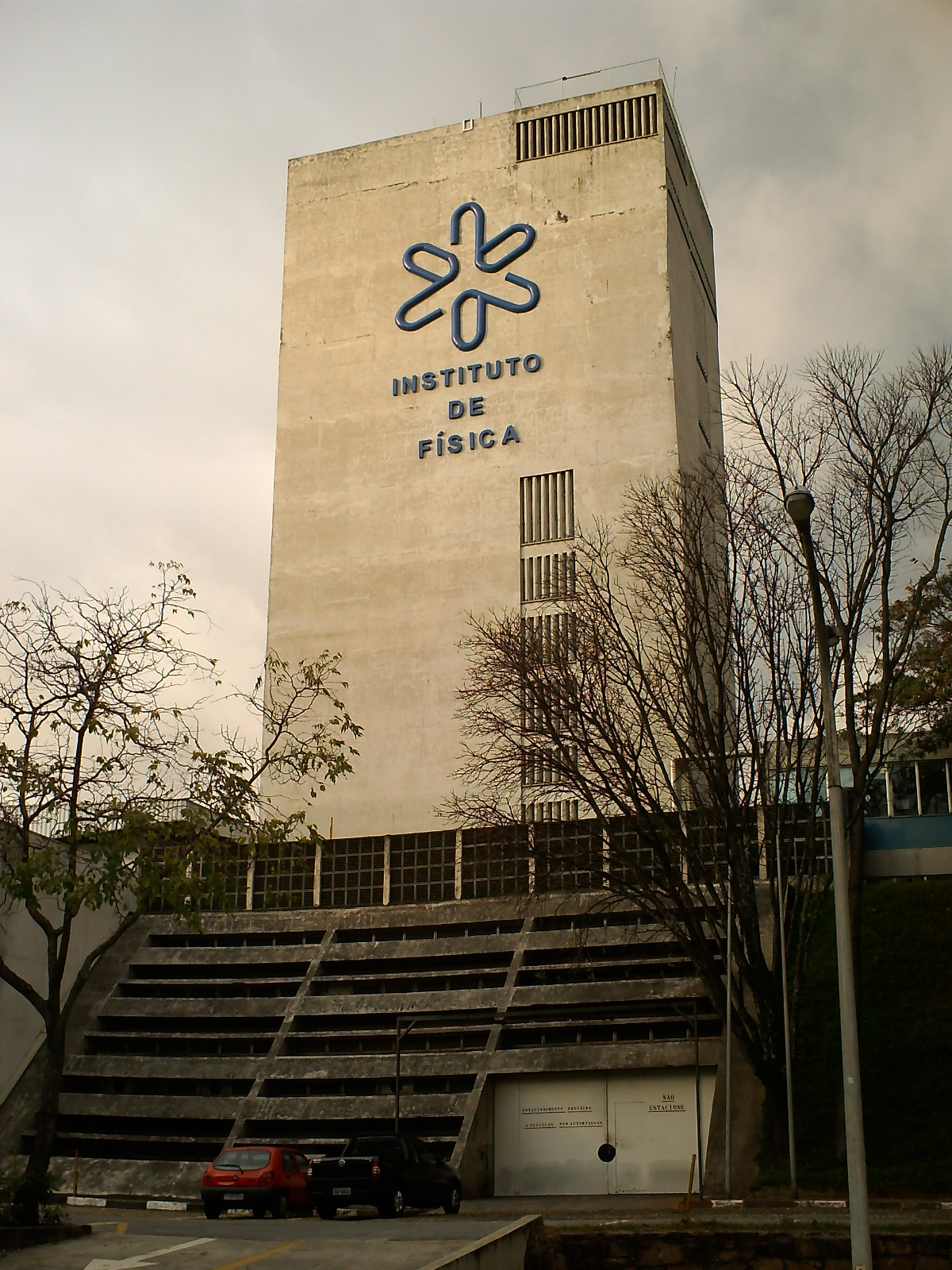
Figura 6: Prédio de oito andares que abriga o acelerador Pelletron do Instituto de Física da USP.

O primeiro acelerador eletrostático do Brasil era do tipo Van de Graaff, e foi construído pelo Prof. Oscar Sala e equipe, no Instituto de Física da Universidade de São Paulo (USP). O acelerador gerava tensões da ordem de 3 MV e foi usado para pesquisas em física nuclear. Essa máquina entrou em funcionamento em 1954/55 e foi mantida operacional até o final da década de 1960.
Em 1972, este mesmo grupo instalou o acelerador Pelletron (Van de Graaff tipo tandem) fabricado pela empresa NEC (National Electrostatics Corporation). Capaz de gerar tensões da ordem de 8 MV, este acelerador foi o primeiro pelletron fabricado pela NEC e encontra-se em funcionamento até hoje (2016) sendo usado para pesquisas em física nuclear com íons pesados. A figura 6 apresenta o prédio de oito andares que abriga este acelerador.
Na Pontifícia Universidade Católica do Rio (PUC-RJ), por iniciativa do padre Fransisco Roser S. J., foi adquirido um acelerador tipo Van de Graaf fabricado pela High Voltage Engineering Corporation. Esta máquina entrou em funcionamento em 1973 e continua em funcionamento até hoje (2016). Capaz de gerar tensões de até 4 MV, é usada para pesquisas em física atômica e molecular.